# Kim Châu
Kim Châu (chữ Hán giản thể: 金州区, âm Hán Việt: Kim Châu khu) là một quận của địa cấp thị Đại Liên, tỉnh Liêu Ninh, Cộng hòa Nhân dân Trung Hoa. Quận Kim Châu có diện tích 1390 km², dân số 670.000 người, mã số bưu chính 116100. Về mặt hành chính, quận được chia thành 6 nhai đạo, 11 trấn và một hương dân tộc.
- Nhai đạo biện sự xứ: Quang Minh, Tiên Tiến, Hữu Nghị, Ủng Chính, Trạm Tiền, Trung Trưởng.
- Trấn: Đại Lý Gia, Đại Ngụy Gia, Đắc Thắng, Đăng Sa Hà, Nhị Thập Lý Bảo, Hoa Gia Truân, Lượng Ất Điếm, Tam Thập Bải, Thạch Hà, Hướng Ứng, Hạnh Thụ Truân.
- Hương dân tộc Mã Thất Đỉnh Sơn.